# Ruddy-Acard Okemba
Léo Ruddy-Acard Okemba (Brazzaville, 29 luglio 1984) è un ex cestista della Repubblica del Congo.